# Herb Abramson
Herb Abramson, född 16 november 1916 i Brooklyn, New York, död 9 november 1999 i Henderson, Nevada, var en amerikansk skivbolagsdirektör och musikproducent. Startade Atlantic Records 1947 tillsammans med Ahmet Ertegün. Ersattes 1953, när han gjorde militärtjänst, som producent av Jerry Wexler. Vid återkomsten till bolaget 1955 tog han ansvaret för skivetiketten Atco. Han lämnade Atlantic Records 1958. 